# Licor de anís

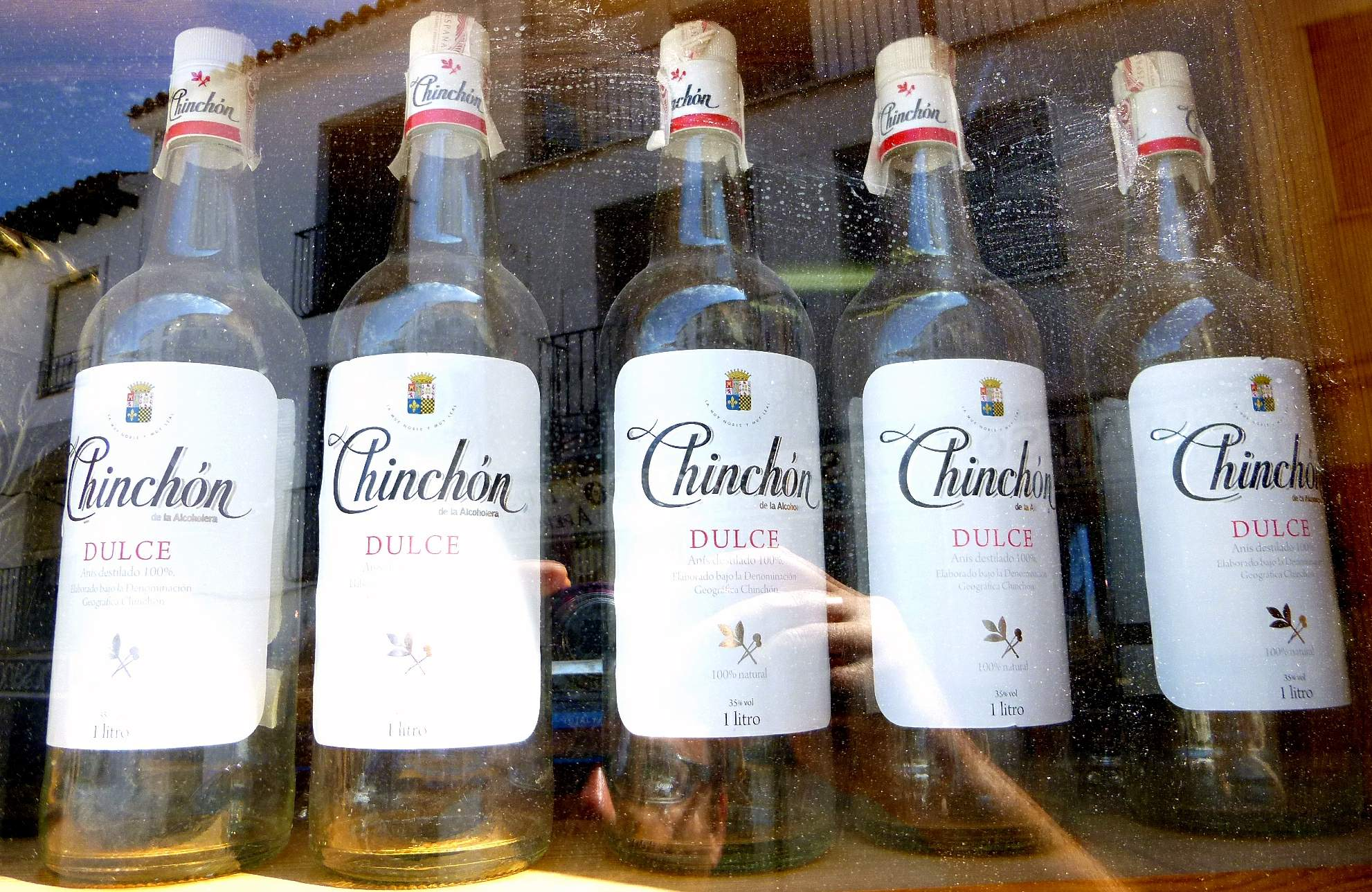
Botellas de anís español de Chinchón

El anís es un aguardiente de alta graduación que recibe su nombre del fruto de la planta con la que suele estar hecho: la Pimpinella anisum, conocida en español como “anís”.[cita requerida]
El concepto de anís como licor está legalmente muy restringido en la Unión Europea, donde a la gran mayoría de las bebidas de este tipo si 
se las considera aguardiente; además cambia de una cultura y época a otra. En Hispanoamérica existen gran variedad de bebidas compuestas con anís, las cuales son consideradas en algunos países como aguardientes. Sin tener en cuenta dichas restricciones semánticas, las bebidas alcohólicas a base de anís se distinguen universalmente sin ambigüedad en el ámbito de la bromatología.[cita requerida]

## Definición
En la elaboración de este licor no solo se usa el Pimpinella anisum L., sino también el badián (anís estrellado), el hinojo e incluso otros frutos y semillas con anetol. La legislación comunitaria de la Unión Europea distingue hasta cinco denominaciones de venta de aguardientes de alta graduación basadas en el anetol: “bebidas espiritosas anisadas”, “pastis”, “pastís de Marsella”, “anís” y “anís destilado”. Para cada una de esas denominaciones se establecen unos requisitos y exigencias. Solo si se cumplen podrán llevar la correspondiente denominación en su designación, presentación y etiquetado, pues lo que comunica el sabor a la bebida no es un fermentado alcohólico, sino el anetol (responsable del efecto lechoso al añadir el agua).[cita requerida]
Hay que distinguir dos conceptos de “anís”: el legal y el potológico. Muchas bebidas tienen la consideración potológica de “anís”, sin que puedan presentarse en el etiquetado con tal "denominación" en un determinado país, por lo que tienen que hacerlo con otros nombres. El mencionado concepto legal de anís comunitario solo es aplicable a Europa. Los países hispanoamericanos también son consumidores y productores de anises. En varios de ellos se elaboran de gran calidad, en sus variantes de seco y dulce.[cita requerida]
En muchos casos no les afectan esas normas comunitarias —por lo demás cambiantes— ni en su designación, ni en su presentación ni en su etiquetado, aunque las presenten a la venta en Europa. No debe, por tanto, confundirse el concepto legal de anís —muy restringido en el caso de Europa— con el concepto potológico: Potología: Dícese del estudio, tratado y clasificación de las bebidas alcohólicas.> de “anís”. El concepto legal de anís es cambiante de país a país y de una época a otra y sus exactos límites pueden acabar en los tribunales de justicia. [cita requerida]
En cuanto a la etimología, "anís" es una palabra equívoca, pues sirve para designar tanto el anís verde (Pimpinella anisum L.) como el estrellado (Illicium verum Hooker). "Matalahúva" es una palabra castellana de etimología árabe con el significado de "grano dulce". Sirve para designar exclusivamente el anís verde, llamado por Lineo Pimpinella anisum.[cita requerida]
Las casas comerciales que elaboran su producto exclusivamente con matalahúva así lo hacen constar. Aunque comercialmente esté autorizado el uso de otros elementos que contienen anetol para vender algo como "anís", no cabe duda de que los anises hechos exclusivamente con matalahúva son magníficos.[cita requerida]

## Materias primas

### Anís
Es palabra de origen griego, que etimológicamente significa desigual. En griego y en latín clásicos "anisos" y "anisus" servían para designar la planta conocida científicamente como Pimpinella anisum L. [cita requerida]
Tiene una apariencia exterior parecida al apio, el perejil, el eneldo, y otras umbelíferas de ese mismo tipo. Es originaria del Asia Menor. Fue muy cultivada ya dos mil años antes de Cristo por los egipcios; sigue siendo muy cultivada y actualmente es poco menos que imposible encontrarla en estado silvestre.[cita requerida]
En castellano a la planta se la llama anís y su fruto es llamado anís verde o simplemente anís. Ambas cosas en castellano son llamadas asimismo matalahuva y matalahuga, proveniente del árabe, con el significado de grano dulce. En inglés la planta puede ser llamada anise-plant y su fruto anise. En italiano anice y anace designan la planta y el fruto. Y lo propio sucede en francés con la palabra anís.[cita requerida]
En el siglo XVI Valerius Cordus estudió la esencia de anís. Se obtiene destilando anís en corriente de vapor de agua. Se perfeccionó mucho el modo de obtenerla a comienzos del siglo pasado y sobre todo se estudió bien su composición. Tiene sabor algo agrio y color amarillo.[cita requerida]
Contiene sobre todo anetol, que procede más de la cubierta que del interior. Suele contener 40º de alcohol y sirve para hacer pacharán con endrinas.[cita requerida]

### Badiana
El badián es un árbol tipo magnolia, de hasta seis metros, cuyo fruto se llama badiana. Ambas palabras son de origen persa y están incorporadas desde hace poco tiempo tanto al castellano como a otras lenguas europeas.[cita requerida]
Puede utilizarse la palabra badiana en otros idiomas; pero los diccionarios suelen evitar la mención y la traducción de esa palabra, quizá porque es palabra igual en todos los idiomas y eso desorienta. Lo más que cabe es quitarle el acento: badian. Los franceses le han puesto una e: badiane .[cita requerida]
El badián es originario de China y Cochinchina, donde se cultivaba desde tiempos inmemoriales, especialmente para usar sus frutos en repostería. Están clasificadas hasta unas cuarenta especies de badianas. [cita requerida]
El género es conocido botánicamente como Illicium L., porque viene a ser un reclamo para los pajarillos, a los que gusta comer su fruto. El badián más utilizado es el llamado por Hooker en 1888 Illicium verum. Fue trasplantado a Europa desde Filipinas por Sir Thomas Cavendish en 1588. Hasta el siglo XVIII no se generalizó en Europa ni su uso ni la palabra badián.[cita requerida]
Hay un badián muy tóxico, hasta el punto de ser considerado venenoso por la generalidad de las autoridades sanitarias, conocido como falsa badiana, badiana tóxica y badiana de Japón. Linneo lo llamó Illicium anisum.[cita requerida]
Dándole un corte transversal, el resultado es de no menos de doce carpelos. Dos o tres crecen más que los otros. La palabra anisum  parece hacer referencia a esa desigualdad; pero en modo alguno tal badiana es apropiada para hacer licor de anís, en razón de su toxicidad. Carlos Delgado aconseja  utilizar como aromatizante Illicium anisatum. 
Tal nombre no fue puesto por Linneo, sino por Joseph Gaertner.[cita requerida]
Parece ser que la denominación botánicamente correcta es la de Hooker: Illicium verum. Conviene no confundirse, pues el Illicium anisum está incluido en la lista negra de las plantas venenosas. La badiana del Illicium verum y de otras badianas tiene de ocho a doce carpelos igualmente desarrollados. Cortados transversalmente, forman como una estrella y por eso se la llama anís estrellado.[cita requerida]
En castellano se usa como sinónimo de badiana anís estrellado y anís de China.[cita requerida]
El árbol no es llamado anís, sino badián. En inglés se habla de Chinese-anise-tree para designar el árbol y de Chinese anise-seed o star anise que designa el fruto, porque es corriente llamar semilla de anís a lo que en realidad es el fruto seco. También es acertada la expresión star anise tree. Ambas son originarias de China tanto el Illicium anisum como el verum. [cita requerida]
En alemán se ha construido la palabra magnolia estrellada para designar al badián: Sternmagnolie. Realmente lo que tiene forma de estrella no es la magnolia, sino el corte transversal de algunas badianas. Traducir badiana por Echter Sternanis es algo inexacto. Hay más badinas que la correspondiente al Illicium verum Hook. Por badiana se entiende tanto el I. verum como las otras, incluida la tóxica.[cita requerida]
No procede confundir los nombres científicos con los vulgares. Si la palabra badiana se restringe al I. verum , se deja sin nombre a otras badianas. Y a mí modo de ver, cuando un diccionario traduce badiana por fruto del I. verum , comete el frecuente error de restringir excesivamente un significado. Las plantas poseen nombres populares anteriores a los que les ponen los científicos. Badiana no es palabra perteneciente al lenguaje botánico. En botánica la palabra utilizada es Illicium. Se distinguen hasta unas cuarenta especies de Illicium.[cita requerida]

### Hinojo
Su nombre científico es Foeniculum vulgare Miller. Su sabor es muy parecido al del anís, hasta el punto de que la legislación comunitaria permite su uso para la elaboración de la “denominación de venta” llamada “anís”.
Del latín foeniculum , diminutivo de heno, derivan las palabras "fonoll" catalana, "hinojo" castellana, "fiúncho" gallega, "fenouil" francesa, "finocchio" italiana, "fennel" inglesa y "Fenchel" alemana. Pero muchas palabras con esa raíz semántica sirven en los diversos idiomas para designar plantas umbilíferas solo parecidas al hinojo.[cita requerida]
La esencia de los anises estrellados contiene, como la del anís verde, sobre todo anetol. También lo contiene la esencia de algunos hinojos. Ese parece ser el componente de mayor interés en la elaboración de bebidas alcohólicas llamadas de anís. En perfumería y en farmacia, las respectivas esencias tienen otro interés en razón de otros componentes. Las plantas cuyas esencias contienen anetol hasta cierto punto, son potológicamente intercambiables.[cita requerida]
Una forma de preparar los aguardientes anisados es destilar a partir de vino anisado. Otro es macerar anís en aguardiente y destilar. Otro sistema consiste en utilizar esencia de anís, en vez de anís, en esas operaciones. Otro es destilar aguardientes, haciendo pasar el vapor por entre el anís. Cada fabricante tiene su sistema, que a veces es mixto.[cita requerida]
En España ha decaído la costumbre de anisar los aguardientes (con aceite de anís). Si se desea obtener una bebida con sabor a anís, se emplea alcohol puro e insípido.[cita requerida]
El mencionado reglamento de la Unión Europea establece que en la bebida con denominación de venta “anís”, el licor solo puede estar hecho con anís verde, anís estrellado e hinojo. Caben otros aguardientes anisados con otros componentes, pero han de llevar otra denominación de venta.[cita requerida]

## Licores con anís
Otros licores basados en el anís, expresamente contemplados por el mencionado reglamento comunitario, y con denominación de venta son: “el pastis”, el “pastis de Marsella” y el “anís destilado”.[cita requerida]
Por pastis se entendió históricamente la mezcla de anís y ajenjo. Al prohibirse el ajenjo, Eduardo Pernod dejó de hacer anís con ajenjo, para hacerlo con regaliz. Pernod es marca registrada de pastis en Francia. Bajo ese mismo nombre, Henri-Louis Pernod producía anís con ajenjo desde 1805 en Pontarlier. Otra marca muy conocida es Ricard. Fue lanzada en 1932, con enorme éxito. Pernod-Ricard lanzó al mercado el "producto pastis 51".[cita requerida]
Otra casa dedicada a este tipo de productos en Francia es Berger, que produce un pastis llamado de Marsella. Oxigenenee y Herbsaint están registrados en USA. Berger es una casa marsellesa que produce un "Berger blanc", que es un licor de anís sin regaliz, y "Berger pastis" que tiene, junto con el anís, regaliz y en consecuencia el líquido es marrón. Cada marca tiene su fórmula secreta, siendo más o menos fuerte el sabor a regaliz.[cita requerida]

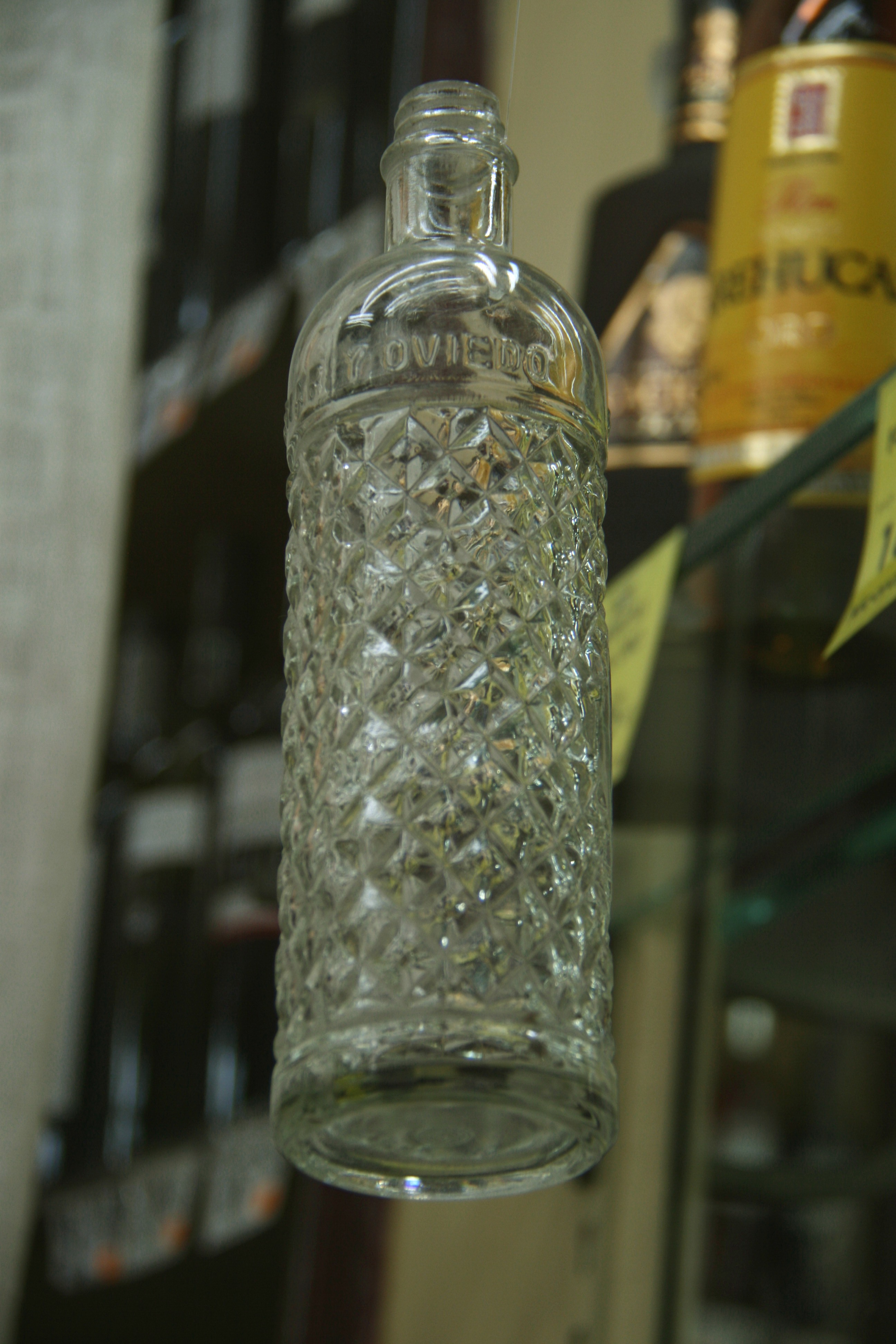
Clásica botella de anís en España

Entre los anises con la denominación de venta anises destilados y que además tiene “denominación geográfica”, sobresale el “ouzo”. Para que una bebida pueda ser denominada ouzo deberá ser producida en Grecia y estar hecha con anís —o eventualmente hinojo— y un mástique procedente de la isla de Chíos, cuyo nombre botánico es Pistacia atlantica Desf., planta endémica del nordeste de Grecia, Turquía y Crimea. Es planta sativa que puede cultivarse en muchos lugares. La Isla de Chíos es gran productora de esa resina, que también se emplea en perfumes y barnices. En castellano esa resina es denominada “almáciga” y “mástique”.[cita requerida]
Según una de las etimologías que se atribuye a la palabra "ouzo", el nombre responde a la señal de aduanas,  tal etimología se debe al profesor de siglo XIX Alexander Filadelfefs. [cita requerida]
El marchamo, con que se consignaba el producto cuando era exportado de Grecia a Marsella: Uso Massalia. Posteriormente en Francia sería adoptado con el nombre genérico de pastis, que ha pasado, como hemos dicho, a ser una  denominación de venta. El pastis es mezcla de anís y regaliz. Su contenido de azúcar no suele ser inferior a cien gramos por litro.[cita requerida]
Lo que diferencia básicamente el ouzo del pastis es la presencia o no de mástique. Por lo demás son licores de anís y regaliz. El ouzo o douzico es procedente de Grecia, pero no menciona la presencia de mástique. Ezio Falconi considera el ouzo un anisado, pero tampoco menciona el mástique.
El antiguo reglamento comunitario 1576/89 de 29 de mayo no dejaba lugar a dudas. Exigía el mástique.[cita requerida]
Se entiende por mastika una mezcla de brandy y regaliz o anís, junto con mástique, producida en los Balcanes, Grecia y Chipre. Carlos Delgado menciona el anís, regaliz y el mástique, pero no el brandy. Ezio Falconi dice que la mastika es propia de Grecia y Chipre, siendo su base la Pistacia lentiscus, a la que se suele añadir anís Juan Muñoz Ramos dice que la "mastika" es un anisado propio de Grecia y que se obtiene de la destilación de la savia del lentisco que llama Pistacia lentisca. 
Esto último resulta inverosímil.[cita requerida]
También dice, en otro lugar, que "mastika" es un brandy griego con resina.
A mi entender esto es más aceptable, aunque más que de brandy hay que hablar de orujo. El "anesone" italiano es asimismo de anís con regaliz. Por tal también se entendió antes el anís con ajenjo. Hoy en día lo hace igualmente la casa Leroux en Estados Unidos.[cita requerida]
En turco la palabra "raki", que es muy genérica, sirve para designar cualquier aguardiente, pero preferentemente sirve para designar lo que se considera la bebida nacional: un orujo o brandy anisados. Cuando escaseó la materia prima, se anisaron diversos aguardientes importados, en vez del aguardiente de vino.[cita requerida]
Los hay de diversas calidades, siendo el de mejor calidad el dorado. "Raki" se usa en Grecia para referirse a ese tipo de productos cuando son provenientes de Turquía. El "raki" es propio de Turquía, habiendo sido su producción monopolio estatal hasta hace poco tiempo. Se vende con diversas graduaciones alcohólicas. Según Carlos Delgado solo el de 50 grados, llamado "Tek-Raki", lleva mástique.
En los países del Oriente Medio se usan, en lugar de raki, las expresiones "araca" o "araki" o "ariki". De nuevo la gran diferencia está en el mástique. Desde que se generalizó la destilación continua, es más habitual anisar alcohol puro que hacer mezclas de aguardiente con anís. Se emplea tanto el anís verde como el estrellado.[cita requerida]
En Burdeos, según la enciclopedia Espasa, ad vocem “anis”, era costumbre usar doble porción de anís verde en relación con la badiana; mientras que en Holanda era más frecuente utilizarlos a partes iguales. También es costumbre añadir otros elementos —esencia de almendras amargas, esencia de raíz de lirio, de angélica, etc.— hasta conseguir el gusto deseado, especialmente si el anisado es dulce. Los gustos del hombre moderno tienden cada vez más a los sabores puros, tanto en comida como en bebida.[cita requerida]
Las casas suelen producir un anís seco y otro dulce. "Anisetta", "anisette" y "anisete" sugieren actualmente anís dulce. En inglés también puede utilizarse "anisette". Otro nombre italiano para el licor de anís es "mistrà".[cita requerida]
El anís seco de Chinchón, de Alcoholera S.A., es muy seco no solo en el sentido de carecer de dulzor, sino también en el sentido de no estar mezclado con otras sustancias y aromas. Chinchón es un pueblecito cercano a Madrid, que desde 1777 debía servir enormes cantidades de anís a la corte española. En 1910 se constituyeron en cooperativa, y en 1945 en sociedad anónima.[cita requerida]
El Chinchón seco especial tiene 74% Vol. Es, con mucho, el licor de graduación alcohólica más alta de España, por no decir del mundo, con el que se hace una excepción a la prohibición general de tan alta graduación, en obsequio a su antigüedad. El seco 48% y el dulce 38%. “Anís Salas”, "Anís Tenis", "La Asturiana", "Altamirano", "Raza", "Arruza", "El Duende",  "Castellana" y "El Mono" son igualmente casas de anís acreditadas en España.[cita requerida]
Se han hecho famosas por sus anisados y anises Burdeos, Ojén, Cazalla de la Sierra, Rute y otras poblaciones. Estas dos últimas sugieren el anís, mientras que la primera, el vino tinto. Los países hispanoamericanos también son buenos elaboradores de anís.[cita requerida]
En Colombia, el aguardiente de caña anisado es producido por las industrias licoreras de varios departamentos y es la bebida alcohólica de su género de mayor identificación cultural y consumo real en el país. Las principales marcas de aguardiente colombiano son: Aguardiente Nariño (Nariño), Antioqueño (Antioquia), Néctar (Cundinamarca), Líder (Boyacá), Llanero (Meta), Blanco del Valle (Valle del Cauca), Cristal (Caldas), Caucano (Cauca), Tapa Roja (Tolima), Doble Anís (Huila) y Platino (Chocó). [cita requerida]
El anís está presente, aunque en pequeñas cantidades que lo hacen poco reconocible pero eficaz, en prácticamente todos los licores de hierbas.[cita requerida]

## Nombres del anís

### En España
- Cazalla: elaborado en la localidad sevillana de Cazalla de la Sierra (Sevilla) España. En ciertas zonas de España se denomina así por extensión a todo el anís seco. A la voz ronca, aguardentosa, se la denomina popularmente "cazallera", o "de cazalla", en recuerdo a esta bebida.[12]
- Chinchón: el elaborado en la localidad de Chinchón (Madrid) España. Sus productores se unificaron en Alcoholera Española S.A en 1911. Proporcionó a la corte española enormes cantidades de anís, desde 1777. Existen cuatro tipos de estos anises: Dulce, seco, extraseco y seco especial, que llega a alcanzar los 74° de graduación de alcohol.[13]

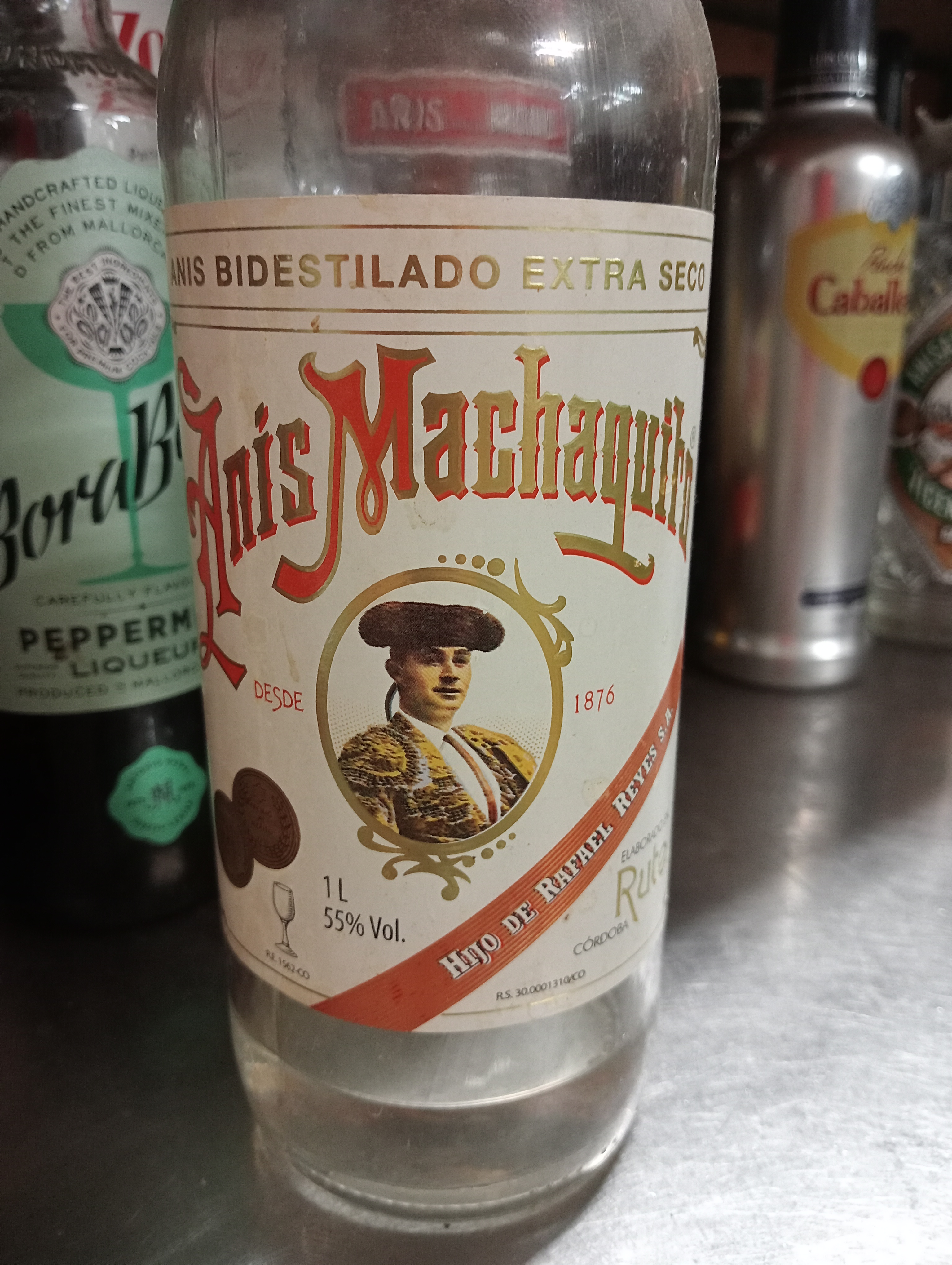
Anís de Rute "Machaquito"

- Anís de Rute "Machaquito"Ojén: el que se elaboraba en la localidad  de Ojén (Málaga) España. Se hizo muy popular durante el siglo XX el estribillo "una copita... de Ojén".[cita requerida]
- Rute: elaborado en Rute (Córdoba) España desde el año 1630. Rute cuenta con marca propia, además de otras muy conocidas, como Machaquito, Raza, Altamirano, etc. [cita requerida]
- Anís del Mono: marca tradicional de licor de anís muy popular en España. Fabricado desde 1870 en Badalona (Barcelona)  España.[cita requerida]
- Anís Ferri: marca tradicional valenciana elaborada desde 1920 por Destilerías Ferri en Bellreguart (Valencia) España.
- Anís Tenis: marca tradicional valenciana elaborada desde 1921 por Destilerías Tenis en Monforte del Cid (Alicante) España.[14]
- Anís de la Asturiana: marca tradicional de licor de anís, muy popular en España, desde 1895.[cita requerida]
- Anís Balmaseda: marca producida en Malagón (Ciudad Real) España, desde principios del siglo XX.[cita requerida]
- Anís La Castellana: marca de anís (dulce y seco) desde principios de 1920.[cita requerida]
- Anís La Cordobesa: marca de anís (dulce y seco) que se elabora en Destilerías La Cordobesa desde los años 20 en Montilla (Córdoba) España, por  Bodegas Cruz Conde. [cita requerida]
- Anís La Dolores: marca de anís (dulce y seco) que se elaboró en Fábrica de Licores La Dolores desde el año 1942 hasta 1970 en Calatayud (Zaragoza) España, retomándose su producción por la Bodega La Dolores desde 2022.[15]
- Anís La Flor de Utrera: marca de anís (dulce equilibrado y seco) de Utrera (Sevilla) España, desde 1960.[cita requerida]
- Anís Horizonte: marca de anís (seco y crema de anís) de Utrera (Sevilla) España desde 1943.[cita requerida]
- Anís Martes Santo: marca de anís (extra seco bidestilado, seco y dulce) de Higuera de la Sierra (Huelva) España desde 1895.[cita requerida]
- Anís Padre Benito y Anís La Violetera: elaborados en la localidad de Constantina (Sevilla) España desde 1890.[cita requerida]
- Anís Extra seco y Dulce Tres Caires: elaborados en Mallorca (Baleares) España desde 1882 por Destilerías y Bodegas Jordi Perelló.[cita requerida]
- Anís Machaquitoː elaborado en Rute (Córdoba) desde 1860. Existen los tipos Dulce, Seco y Tridestilado[16]
- Anís Las Cadenaː elaborado en Villava (Navarra) España, desde 1872 con la misma receta.[cita requerida]
- Ligaito de Ca Baltanás: elaborado en Alcalá de Guadaíra (Andalucía) España, desde 1950 que consiste en una mezcla de anís seco y dulce.[17]

### En el resto del mundo
En otros países, principalmente de la cuenca mediterránea, se consumen tradicionalmente licores a base de anís, entre los que se encuentran:[cita requerida]
- Francia: pastis y anisette.
- Italia: sambuca
- Portugal: licor aniz escarchado
- Grecia: ouzo, hecho a base de uvas maduradas y anís. Su graduación está entre 37° y 50°.
- Bulgaria,  Macedonia del Norte: mastika
- Turquía: rakı
- Líbano,  Siria,  Israel, Irak,  Jordania,  Egipto: arak, no suele tomarse puro, sino mezclado con agua y hielo, o en el meze con té y jugos.[cita requerida]
- Costa Rica: En este país el anís es uno de los licores más tradicionales, elaborado por la Fábrica Nacional de Licores (FANAL) al menos desde mediados del siglo XIX.[18] Se consume en diversas bebidas, o seco y existen dos tipos bien definidos: la crema de origen español, variante más popular, especialmente con la marca Imperial de FANAL,[19] y la otra es un destilado de herencia francesa similar al pastis.
- Perú: Anís Najar, marca producida en Arequipa desde 1854. Cuenta con tres variedades (el anisado seco, el semidulce y la crema).[20]
- Venezuela: anís Cartujo, una de las marcas de anís más conocidas en América. Viene acompañado de un refrán que dice "Anis Cartujo para la gente de lujo". Se suele tomar puro o mezclado con jugos, yogur, hielo y limón (Maraquita). Contiene 300 ml de etanol / litro (30° GL). Suele ser dulce. También hay marcas como Anís Eléctrico y Anís Bandera.[cita requerida]
- Argentina: anís de los 8 Hermanos, marca de anís en dos variedades (etiqueta azul: dulce y etiqueta roja: seco), con 29 grados de graduación.  La misma casa produce el Anis Shami, especificamente dirigido al gusto de la comunidad de origen árabe, con 50 grados de graduación.[cita requerida]
- México: xtabentún es un licor de origen maya, originario de Yucatán, elaborado con miel fermentada de abejas que se alimentan de la flor de xtabentún, y anís.[cita requerida]
- Ecuador: Norteño, originario de Ibarra.[cita requerida]